# 8340 Mumma
8340 Mumma eller 1985 TS1 är en asteroid i huvudbältet som upptäcktes den 15 oktober 1985 av den amerikanske astronomen Edward L.G. Bowell vid Anderson Mesa Station. Den är uppkallad efter den amerikanske astrobiologen Michael J. Mumma.
Asteroiden har en diameter på ungefär 20 kilometer och den tillhör asteroidgruppen Eos.